# Poids public d'Alkmaar
Le Poids public d'Alkmaar (Waaggebouw ou Stadwaag) est un monument historique construit en 1582. Il abrite aujourd'hui le musée hollandais du fromage ainsi que l'office de tourisme et est classé monument national depuis 1969.

## Description
Le poids public est installé en 1582 dans une ancienne chapelle du XVe siècle. La tour de croisée a été construite en 1597 par Pieter Cornelisz et abrite un carillon à figures animées réalisé par Melchior de Haze d'Anvers de 1687 à 1688. La façade est a été totalement restaurée en 1884 et est ornée d'un tableau allégorique sur lave d'Auvergne réalisé en 1889. Au nord, le poids public domine la place du marché appelé le Waagplein.